# Кирил (Политов)
Епи́скоп Кири́л (в миру Козьма́ Григо́рьевич Поли́тов; 24 июня (6 июля) 1855, деревня Мисцево, Дороховская волость, Богородский уезд, Московская губерния — между 20 и 25 августа 1927, Орехово-Зуево, Московская губерния) — епископ Древлеправославной Церкви Христовой (старообрядцев, приемлющих белокриницкую иерархию), епископ Одесский и Балтский (1906—1924).

## Епископ
Родился 24 июня 1855 года в деревне Мисцевой, Дороховской волости, Богородского уезда, Московской губернии.
Был известным в Зуеве противоокружническим начётником. 1880-х годов, когда в среде противоокружников возник большой разлад, встал во главе сильной партии неокружников, добившейся удаления противоокружнического епископа Иосифа Керженского, архиерействующего в то время в Москве, и выдвинули на его место епископа Иова (Борисова).
В 1886 году принял пострижение в иночество с именем Кирил и в том же году поставлен во диакона. Состоял секретарём при епископе Иове. 13 октября 1897 году в селе Борском хиротонисан противоокружническими епископами Пафнутием (Шикиным), Михаилом и Петром (Ивановым) во епископа Одесского, Балтского и всей Бессарабии.
23 сентября 1906 году примирился с Рогожской архиепископией и был принят в сущем сане.
Отмечался как «миротворец-архипастырь», много сделал для примирения последователей епископов Иова и Иосифа, примирения разделившихся из-за «окружного послания». Участвовал в подписании Бендерского «Мирного акта» 5 июня 1907 года.
С 23 июня 1907 года по определению Освященного собора и по просьбе совета общины при Громовском кладбище принял во временное управление Петроградскую и Тверскую епархии, оставаясь при этом епископом Одесским и Балтским.
25 августа 1909 года Освященный собор, опасаясь неблагоприятных последствий для Одесской епархии, отклонил прошение Петроградской и Тверской епархий о переводе епископа Кирила на постоянное управление этой епархией.
25 августа 1910 года постановлением Освященного собора назначен на управление Измаильской и Бессарабской епархиями с освобождением от управления Петроградской епархией.
В 1924 году принял схиму и до кончины жил в Орехово-Зуеве в доме 21 по улице Кузнецкой, у своего духовного отца, священника храма Рожества Пресвятыя Богородицы о. Григория Петровича Хазова.
30 марта (ст. ст.) 1927 года его посетили в Орехово-Зуеве в доме о. Григория архиепископ Мелетий (Картушин) и епископ Калужско-Смоленский и Брянский Сава (Ананьев): «Владыка Мелетий спросил, где хочет владыка Кирил умереть владыка заплакал и сказал: „Здесь. Отец Григорий мой духовный отец, ему отдаю свою душу и тело, он знает закон и все сделает по закону…“».
Скончался между 20 и 25 августа 1927 года.
Оставил воспоминания о епископе Михаиле, опубликованные в журнале «Слово Церкви».